# Муниципальная галерея города Лариса
Муниципальная галерея Ларисы (греч. Δημοτική Πινακοθήκη Λάρισας) или Музей Г. И. Кациграса (Μουσείο Γ.Ι. Κατσίγρα) — относительно новая картинная галерея Греции в городе Лариса. Является одним из самых значительных художественных музеев в стране.

## История создания

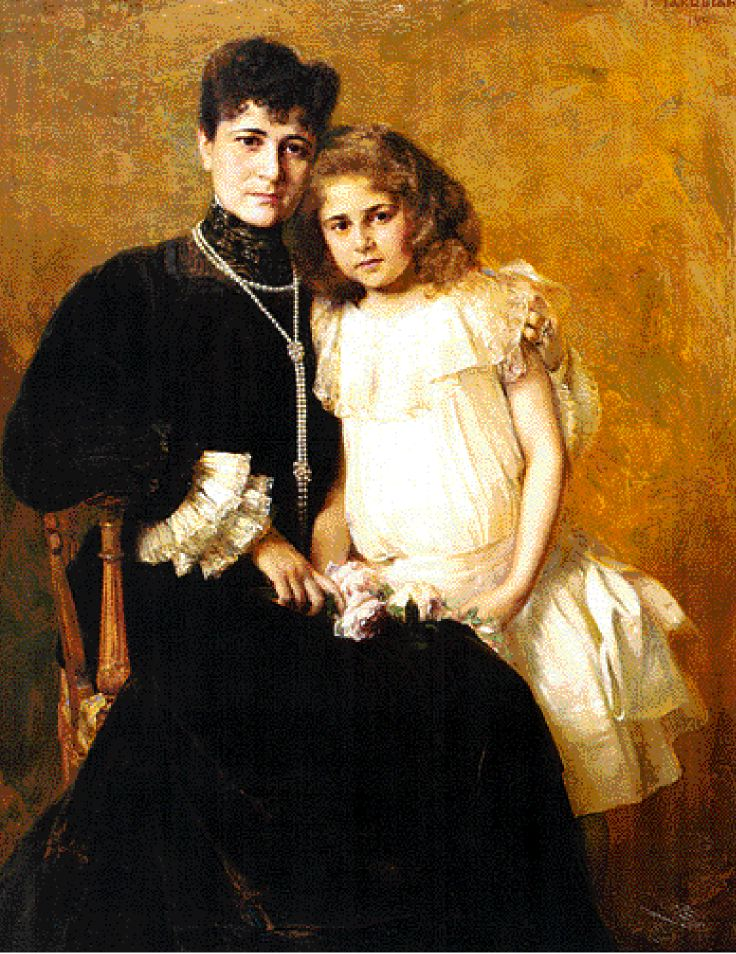
Георгиос Яковидис. Портрет

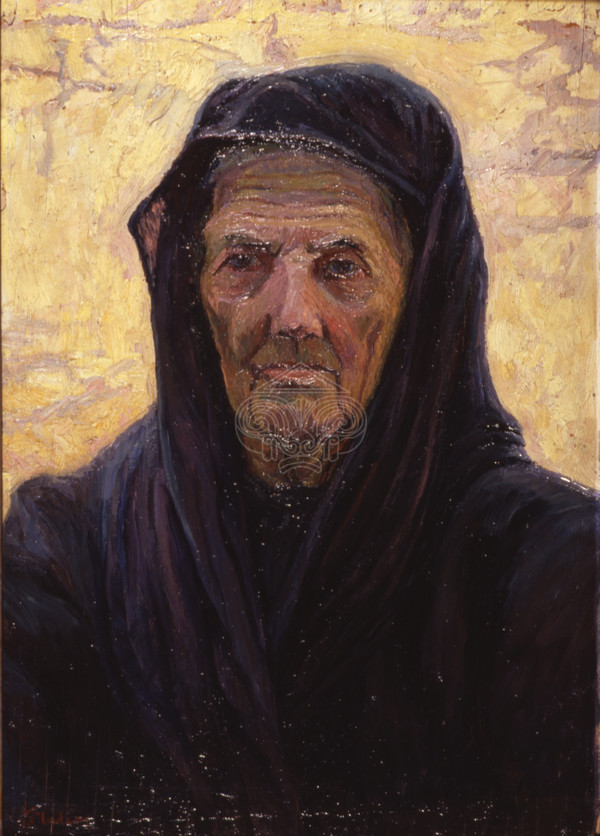
Константинос Малеас. Портрет старой женщины

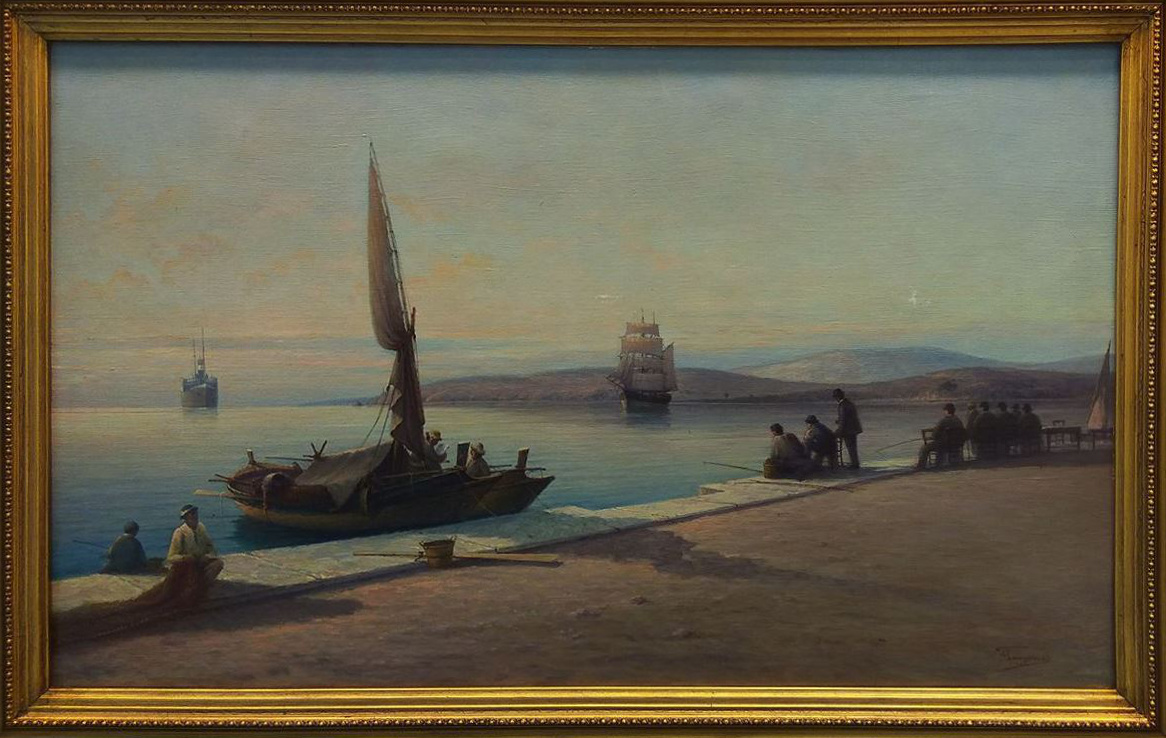
Иоаннис Пулакас. Порт города Волос

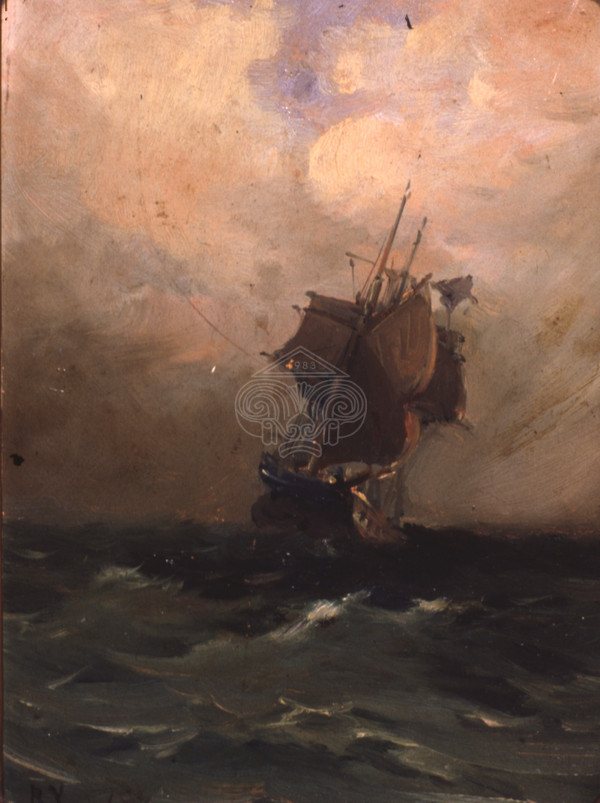
Василиос Хадзис. Парусник

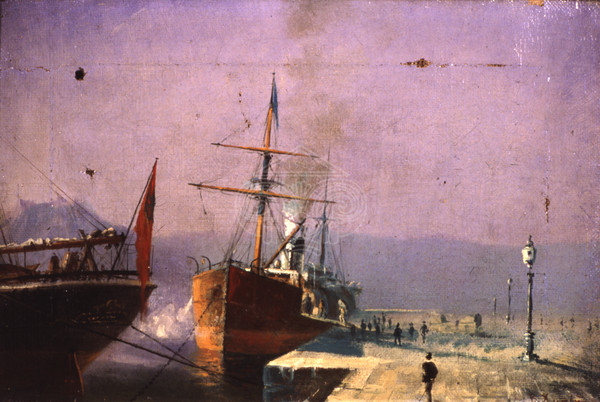
Василиос Хадзис. Порт города Патры

В 1981 году Георгиос Кациграс (1914—1998), хирург из города Лариса, объявил что подарит городу 700 картин греческих мастеров живописи XIX и XX веков, приобретённых им период 1950—1965 годов.
Сам Кациграс был уроженцем города, но происходил из семьи беженцев из Восточной Румелии, покинувших родину после антигреческих погромов, последовавших за аннексией Восточной Румелии Болгарией.
Кациграс родился в пригороде Ларисы, построенного беженцами и названного ими в память о своей родине Неа-Филипуполис (Νέα Φιλιππούπολις).
Идея создания галереи принадлежит известному греческому гравёру и коммунисту Тасосу), совету которого и последовал Кациграс. Отметим, что в тот период муниципалитетом города руководили коммунисты, во главе с А.Ламбрулисом, а дочь Кациграса, Ирини Кацигра, состояла в правлении муниципалитета.
В том же, 1981, году коллекция Кациграса была подарена муниципалитету Ларисы, при условии, что муниципалитет построит современную галерею, способную удовлетворить исследовательские и учебные нужды региона Фессалии в области искусства.
Вместе с картинами, Кациграс подарил музею мебель своего офиса. Мебель была выкуплена им в 1955 году на аукционе, принадлежала в конце 19-го века Генриху Шлиману и была изготовлена в Вене в 1880 году по эскизам Эрнста Циллера.
В 1983 году муниципалитет города создал фонд 'Муниципальная галерея Ларисы — Музей Г. И. Кациграса', которому были переданы все картины находящиеся в руках муниципалитета, и которому предусматривалось передать все картины, которые будут приобретены в будущем.
На протяжении 23 лет и до самой своей смерти в 2006 году, генеральным секретарём фонда была дочь Кациграса, Ирини Кацигра.
По оценкам греческих искусствоведов, коллекция Кациграса является третьей по значимости в стране, после коллекций столичной Национальной галереи и коллекции Кутлидиса.
Современное здание, в котором сегодня находится Галерея Кациграса было заложено в 1990 году. Официальное открытие состоялось 23 ноября 2003 года в присутствии президента Греции Константиноса Стефанопулоса.
Здание построено на участке 10 000 м², из которых застроено 4700 кв.м.
После смерти Кациграса в 1998 году и согласно завещанию, его медицинская библиотека была подарена Союзу медиков Ларисы, 4500 томов литературных изданий были подарены муниципалитету и 1170 томов изданий посвящённых искусству перешли в собственность Муниципальной галереи.

## Галерея
Коллекция Кациграса занимает половину выставочной площади галереи и насчитывает сегодня 781 картины. Остальные выставочные площади используются для периодических выставок картин из других греческих и зарубежных художественных музеев.
В постоянной экспозиции музея представлены:
- Семиостровная школа греческой живописи (художники Николаос Кантунис Георгиос Авлихос Ангелос Ялинас Викентиос Бокацямбис и Николаос Ксидиас).
- Мюнхенская школа греческой живописи (художники

Никофорос Литрас, Георгиос Яковидис, Иоаннис Иконому, И. Дукас, А. Калудис, Николаос Гизис, Воланакис Константинос, Полихронис Лембесис, Симеон Саввидис, Талия Флора-Каравиа).
- «Парижская школа» и греческие импрессионисты (художники Василиос Хадзис, О. Фокас, Н. Отонеос, В. Итакисиос, К. Романидис, Г. Стратигос и др.).
- Греческие модернисты (художники Константинос Малеас, Константинос Партенис, Т. Триантафиллидис, Г. Гунаропулос, П. Ренгос, М. Иконому, А. Астериадис, Д. Йолдасис, Г. Стерис, Д. Галанис, Яннис Моралис).
- «Поколение 30-х» и их последователи (художники Яннис Митаракис, М. Вициорис, Александр Барков, Георгиос Бузянис, Г. Зогголопулос, Г. Спиропулос, С. Василиу, Д. Кацикояннис)[12][13].